# Schweizer des Jahres

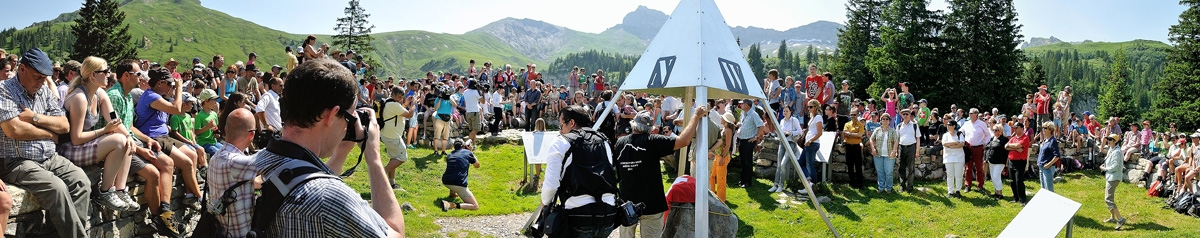
Schweizer des Jahres 2012: Feier am Mittelpunkt der Schweiz

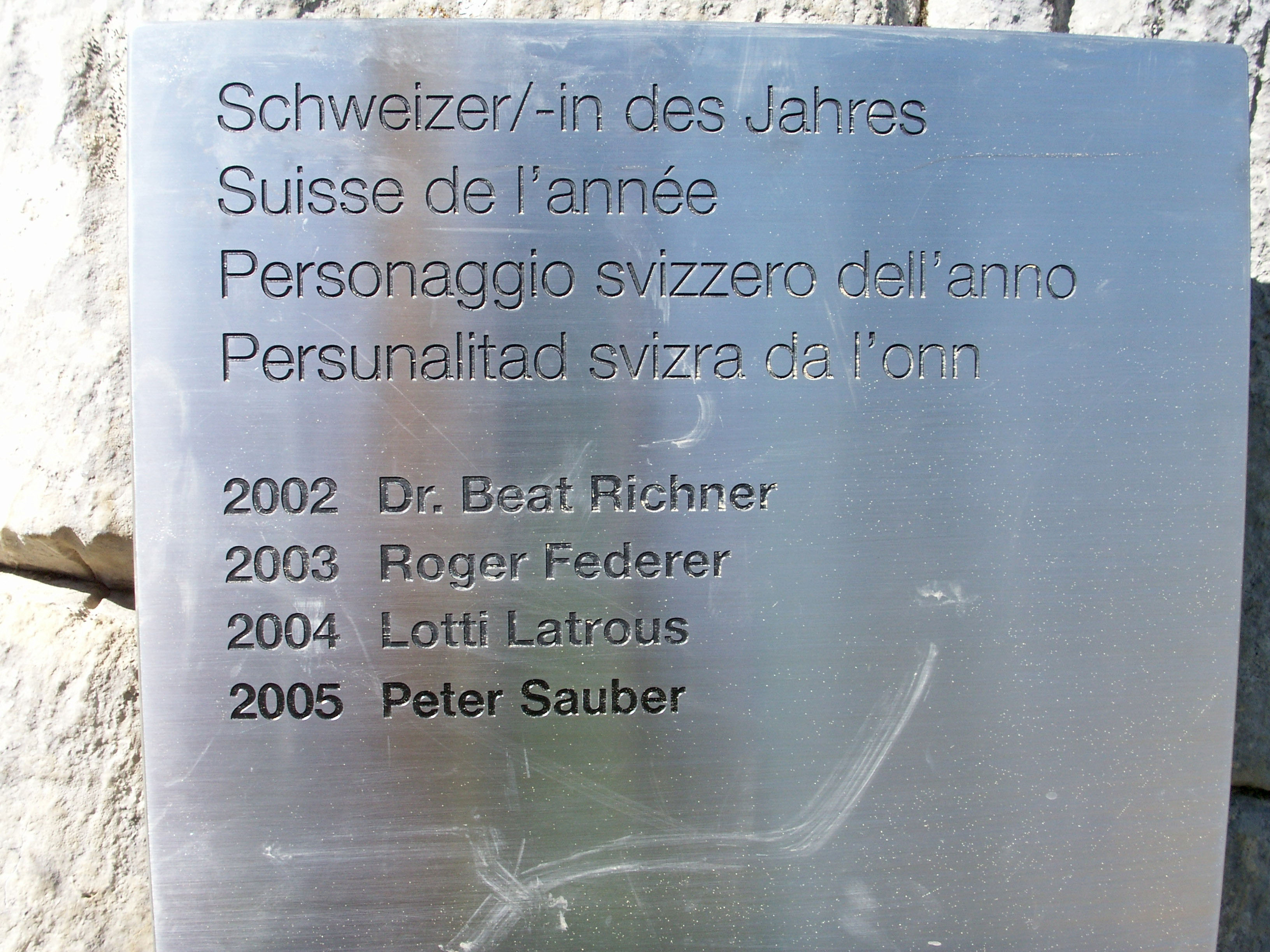
Tafel mit den Schweizern des Jahres (Stand 2005)

Der Schweizer bzw. die Schweizerin des Jahres (französisch Suisse de l’année, italienisch Personaggio svizzero dell’anno, rätoromanisch Persunalitad svizra da l’onn) wurde von 2002 bis 2015 jeweils im Januar des Folgejahres vom Schweizer Fernsehpublikum während der «Swiss Award»-Gala gewählt. Nach der Sendung im Januar 2016 wurde aus Spargründen die Sendung und damit auch der Preis eingestellt.
Die Namen der Preisträger wurden auf einer Ehrentafel auf der Älggi-Alp, dem geografischen Mittelpunkt der Schweiz, verewigt. Zur Enthüllung des jeweiligen Eintrags fand dort jährlich eine Feier statt, an der zumeist auch der aktuelle Preisträger teilnahm.
Seit 2014 wurden die Gewinner aus den Sports Awards automatisch beim SwissAward als Kandidaten für den Titel Schweizer des Jahres nominiert. Dies betraf den Sportler des Jahres, die Sportlerin des Jahres und den Behindertensportler des Jahres. Die Klausel im Reglement, dass man den Titel Schweizer des Jahres nur einmal im Leben erlangen konnte, wurde deshalb gestrichen.

## Preisträger «Schweizer des Jahres»
- 2015: Musiker Polo Hofer
- 2014: Bundesrat Didier Burkhalter[3]
- 2013: Tennisprofi Stanislas Wawrinka
- 2012: Langläufer Dario Cologna
- 2011: Skirennfahrer Didier Cuche
- 2010: Krankenschwester Marianne Kaufmann und Arzt Rolf Maibach
- 2009: Herzchirurg René Prêtre
- 2008: Bundesrätin Eveline Widmer-Schlumpf
- 2007: Schwingerkönig Jörg Abderhalden
- 2006: Fussballnationaltrainer Köbi Kuhn
- 2005: Formel-1-Rennstallbesitzer Peter Sauber
- 2004: Entwicklungshelferin Lotti Latrous
- 2003: Tennisprofi Roger Federer
- 2002: Kinderarzt Beat Richner